# Обергрисбах
Обергрисбах (њем. Obergriesbach) општина је у њемачкој савезној држави Баварска. Једно је од 24 општинска средишта округа Ајхах-Фридберг. Према процјени из 2010. у општини је живјело 2.007 становника. Посједује регионалну шифру (AGS) 9771149.

## Географски и демографски подаци
Обергрисбах се налази у савезној држави Баварска у округу Ајхах-Фридберг. Општина се налази на надморској висини од 479 метара. Површина општине износи 10,3 km². У самом мјесту је, према процјени из 2010. године, живјело 2.007 становника. Просјечна густина становништва износи 195 становника/km².

## Међународна сарадња
| Мјесто | Држава   | Врста сарадње | Од    |
| ------ | -------- | ------------- | ----- |
| Цалинг | Аустрија | контакт       | 2000. |
| Извор  |          |               |       |